# Plochmopeltis roupalae
Plochmopeltis roupalae är en svampart som först beskrevs av Hans Sydow, och fick sitt nu gällande namn av Arx 1962. Plochmopeltis roupalae ingår i släktet Plochmopeltis och familjen Schizothyriaceae.   Inga underarter finns listade i Catalogue of Life.